# Guarianthe bowringiana
Guarianthe bowringiana är en orkidéart som först beskrevs av O'brien, och fick sitt nu gällande namn av Robert Louis Dressler och Wesley Ervin Higgins. Guarianthe bowringiana ingår i släktet Guarianthe och familjen orkidéer. Inga underarter finns listade i Catalogue of Life.

## Bilder

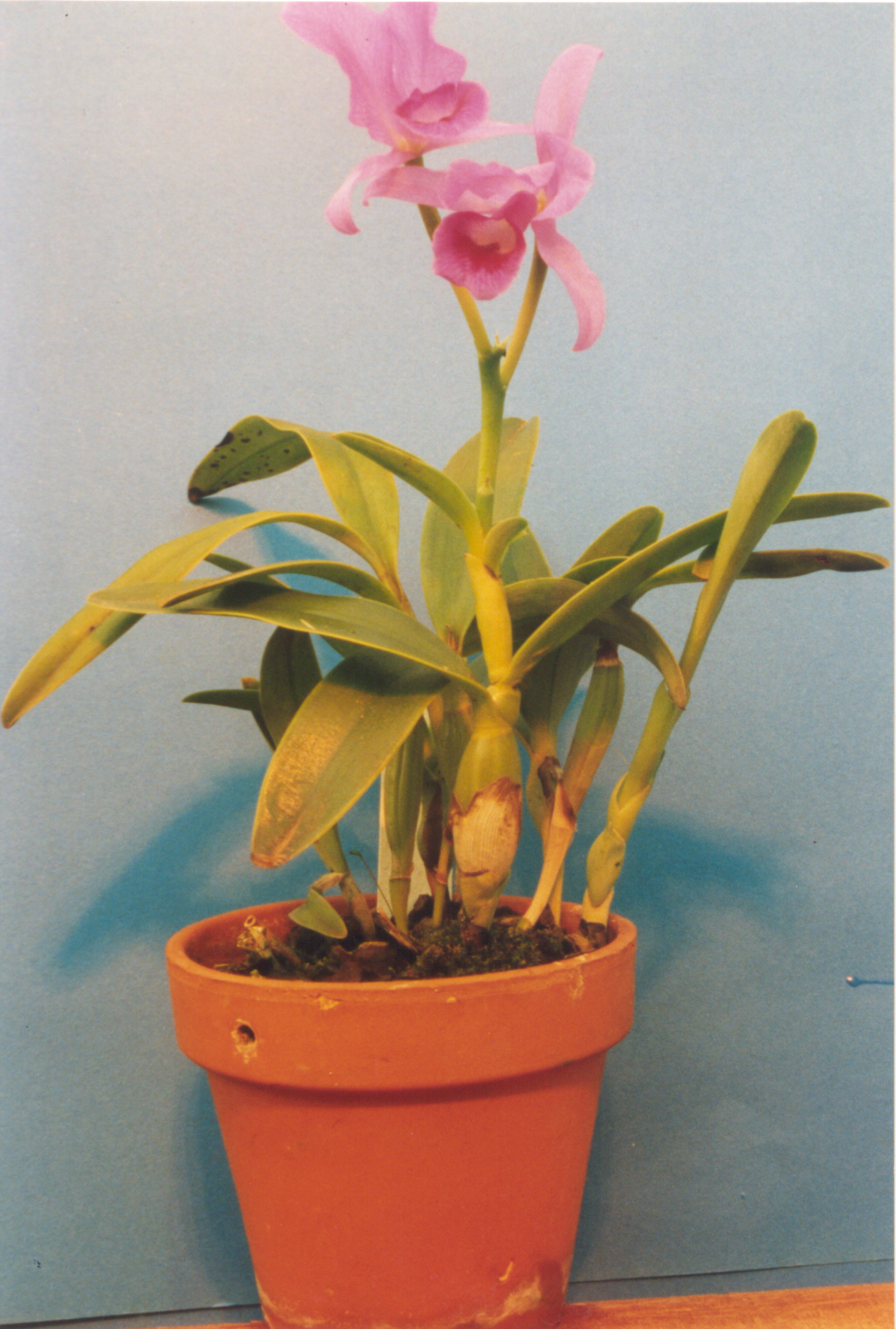
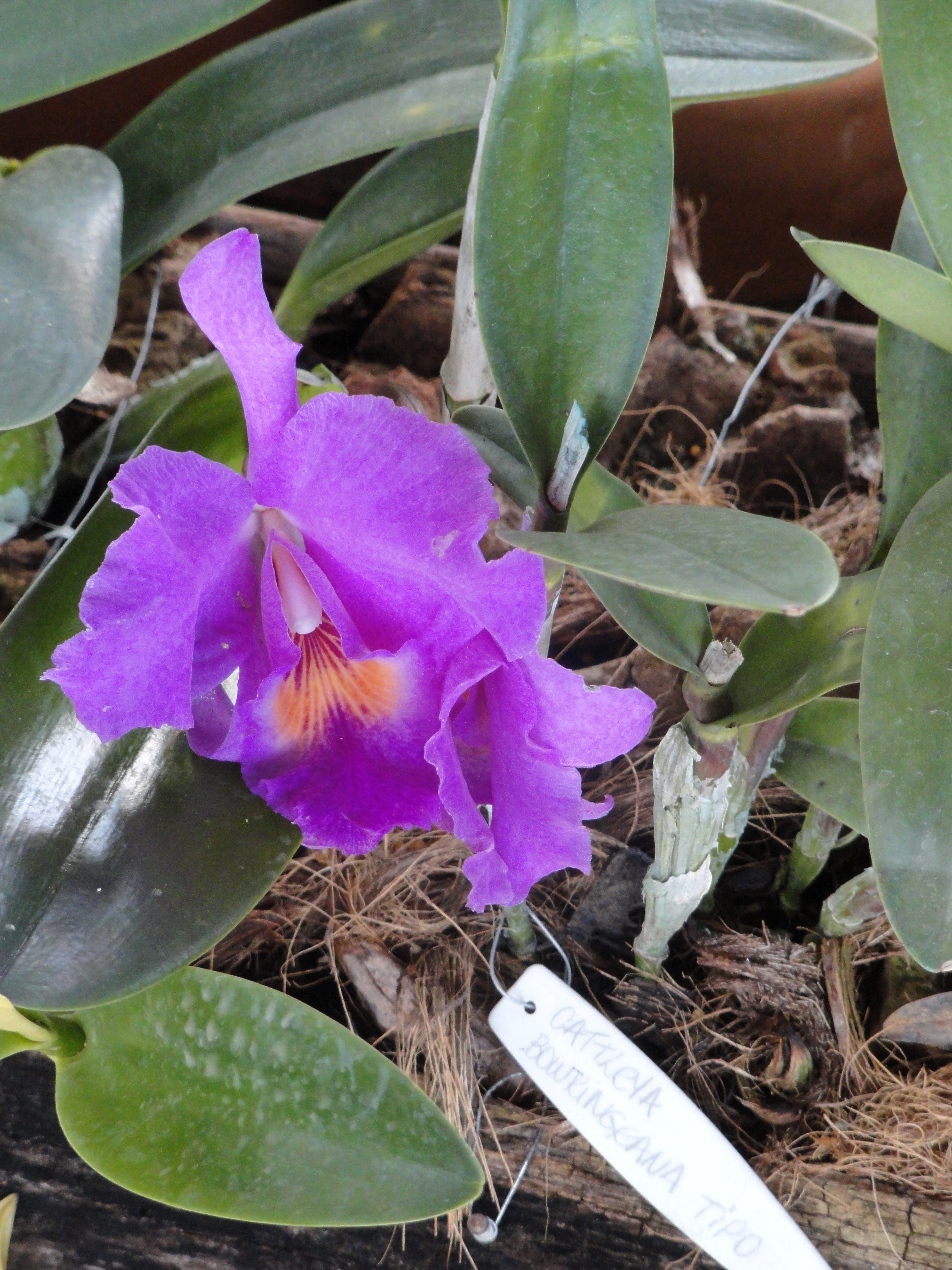
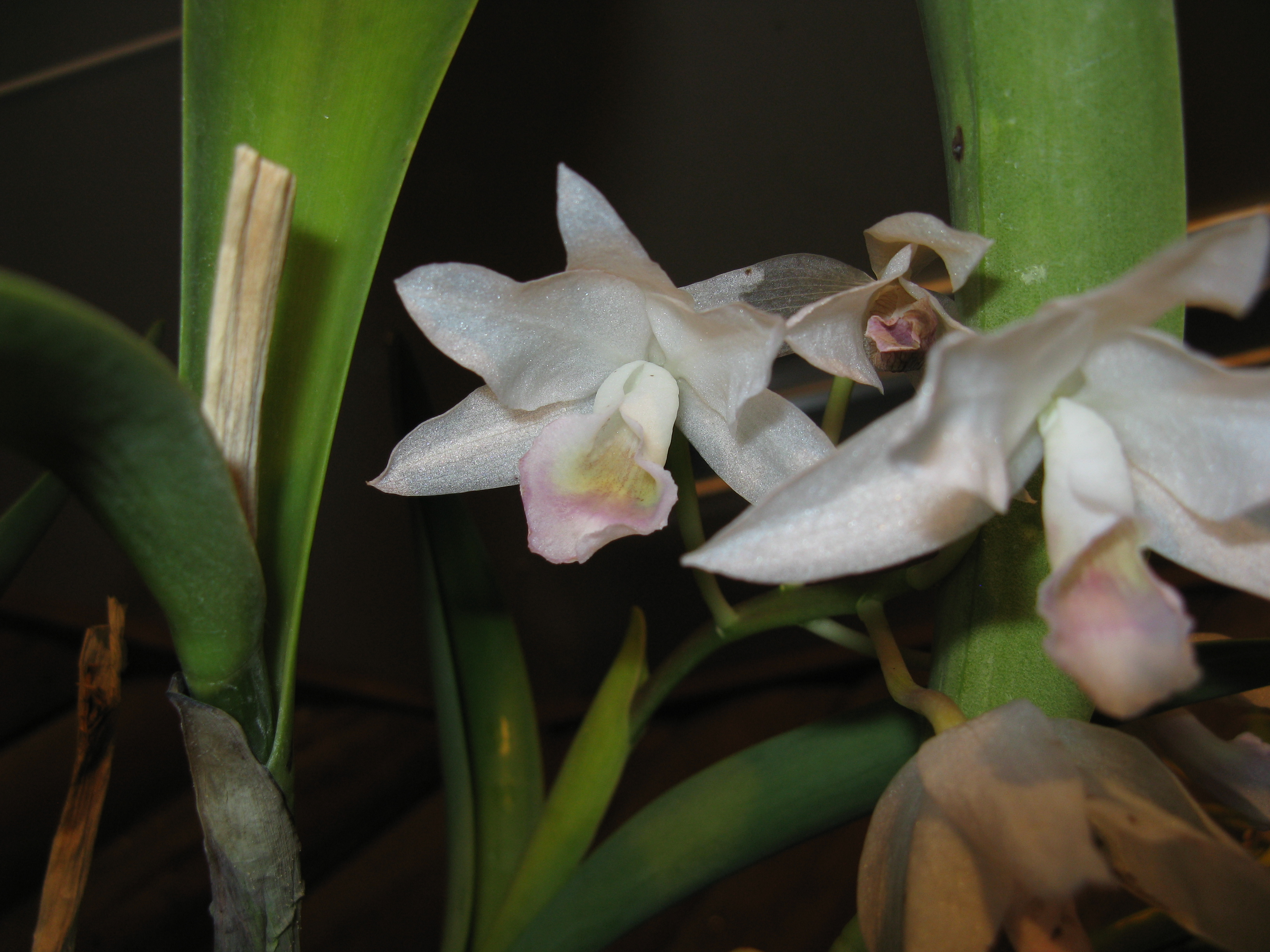